# Krjasjen
De Krjasjen (Tataars: Керәшен(нәр), Keräşennär of Keräşen tatarları, Russisch: Кряшены, soms ook  Крещёные Тата́ры, Krestsjonye Tatary, "gedoopte Tataren") zijn een etnische groep in Rusland en subgroep van de Wolga-Tataren. Ze wonen meest in Tatarstan, Oedmoertië, Basjkirië en de oblast Tsjeljabinsk.
De Russische volkstelling van 2010 telde 34,882 Krjasjen.

## Geschiedenis
Etnografen en historici brengen de vorming van groepen Krjasjen in verband met het proces van kerstening van moslim- en animistische Wolga-Tataren van de 16e tot 19e eeuw. De eerste golf van Krjasjen was het resultaat van gedwongen bekeringen kort na de Russische verovering van de kanaten van Kazan en Astrachan. De meeste van deze bekeerlingen keerden echter terug tot de islam, en het christendom boekte weinig vooruitgang onder de Tataren.
Een meer blijvende en significante aanwezigheid van Krjasjen ontstond tijdens een periode van anti-islamitische repressie van de Russische autoriteiten in de 18e eeuw. Tijdens het bewind van Anna van Rusland werden veel moslims onder druk gezet of gedwongen om te bekeren. Nieuwe bekeerlingen werden vrijgesteld van belastingen, kregen bepaalde voorrechten en ontvingen betere middelen voor het leren van hun nieuwe geloof. De meeste Tataren bekeerden zich om economische of politieke redenen in plaats van overtuiging. Velen bleven in het geheim de islam beoefenen en waren crypto-moslims. Tegen het einde van de 19e eeuw keerden enkele duizenden van hen weer terug naar de islam. Aan het begin van de 20e eeuw was er echter nog een belangrijke Krjasjen-bevolking, die nog steeds bestaat hoewel in kleinere aantallen dan in het verleden.
In recente tijden zijn veel Krjasjen geassimileerd met Russen en andere Tataarse groepen. Er is een hoog percentage onderlinge huwelijken met Russen.